# DFB-Hallenpokal der Frauen 1995
Der 2. DFB-Hallenpokal der Frauen wurde am 5. Februar 1995 ausgetragen. Spielort war wie im Vorjahr Koblenz. Der FSV Frankfurt schlug im Finale den FC Rumeln-Kaldenhausen mit 6:2. Für den FSV war es der erste Turniersieg.

## Modus
Am Turnier nahmen acht Mannschaften der laufenden Bundesliga-Saison teil. Die Mannschaften wurden auf zwei Gruppen zu je vier Mannschaften verteilt. Innerhalb jeder Gruppe spielte jede Mannschaft einmal gegen jede andere. Die Gruppensieger und -zweiten erreichten das Halbfinale. Die Halbfinalverlierer spielten um den dritten Platz, die Halbfinalgewinner um den Turniersieg. Stand es ab dem Halbfinale nach der regulären Spielzeit unentschieden, folgte direkt ein Neunmeterschießen.
Die Gruppen wurden Champion’s Group und Cupwinner’s Group genannt. Allerdings spielten in beiden Gruppen Vereine, die weder Meister noch Pokalsieger waren.

## Teilnehmer
| - TuS Ahrbach - Grün-Weiß Brauweiler - FSV Frankfurt - SG Praunheim | - FC Eintracht Rheine - FC Rumeln-Kaldenhausen - TSV Siegen - VfL Sindelfingen |

## Vorrunde

### Gruppe 1
| Pl. | Verein                 | Sp. | S | U | N | Tore    | Diff. | Punkte |
| --- | ---------------------- | --- | - | - | - | ------- | ----- | ------ |
| 1.  | TuS Ahrbach            | 3   | 3 | 0 | 0 | 014:800 | +6    | 06:0   |
| 2.  | FC Rumeln-Kaldenhausen | 3   | 2 | 0 | 1 | 012:800 | +4    | 04:20  |
| 3.  | SG Praunheim           | 3   | 1 | 0 | 2 | 009:110 | −2    | 02:40  |
| 4.  | TSV Siegen             | 3   | 0 | 0 | 3 | 006:140 | −8    | 0:60   |

|              | Ergebnis |                        |
| ------------ | -------- | ---------------------- |
| TSV Siegen   | 0:4      | FC Rumeln-Kaldenhausen |
| TuS Ahrbach  | 3:2      | SG Praunheim           |
| TSV Siegen   | 2:3      | SG Praunheim           |
| TuS Ahrbach  | 4:2      | FC Rumeln-Kaldenhausen |
| TSV Siegen   | 4:7      | TuS Ahrbach            |
| SG Praunheim | 4:6      | FC Rumeln-Kaldenhausen |

### Gruppe 2
| Pl. | Verein               | Sp. | S | U | N | Tore    | Diff. | Punkte |
| --- | -------------------- | --- | - | - | - | ------- | ----- | ------ |
| 1.  | VfL Sindelfingen     | 3   | 2 | 0 | 1 | 008:100 | −2    | 04:20  |
| 2.  | FSV Frankfurt        | 3   | 1 | 1 | 1 | 010:800 | +2    | 03:30  |
| 3.  | Grün-Weiß Brauweiler | 3   | 1 | 1 | 1 | 010:900 | +1    | 03:30  |
| 4.  | Eintracht Rheine     | 3   | 0 | 2 | 1 | 006:700 | −1    | 02:40  |

|                      | Ergebnis |                  |
| -------------------- | -------- | ---------------- |
| Grün-Weiß Brauweiler | 3:4      | VfL Sindelfingen |
| Eintracht Rheine     | 2:2      | FSV Frankfurt    |
| Grün-Weiß Brauweiler | 4:2      | FSV Frankfurt    |
| Eintracht Rheine     | 1:2      | VfL Sindelfingen |
| Grün-Weiß Brauweiler | 3:3      | Eintracht Rheine |
| FSV Frankfurt        | 6:2      | VfL Sindelfingen |

## Endrunde

### Halbfinale
|                  | Ergebnis |                        |
| ---------------- | -------- | ---------------------- |
| TuS Ahrbach      | 4:5      | FSV Frankfurt          |
| VfL Sindelfingen | 4:5      | FC Rumeln-Kaldenhausen |

### Spiel um Platz drei
|             | Ergebnis |                  |
| ----------- | -------- | ---------------- |
| TuS Ahrbach | 8:3      | VfL Sindelfingen |

### Finale
|               | Ergebnis |                        |
| ------------- | -------- | ---------------------- |
| FSV Frankfurt | 6:2      | FC Rumeln-Kaldenhausen |